# Aeroportul Eneabba
Aeroportul Eneabba (IATA: ENB, ICAO: YEEB) este un aeroport din Australia de Vest, Australia.
Situat la o altitudine de 80 m, aeroportul dispune de o singură pistă.